# Niels Nielsen
Niels Marius Nielsen (ur. 5 października 1883 w Kristianii, zm. 9 lutego 1961 w Bærum) – norweski żeglarz, olimpijczyk, zdobywca srebrnego medalu w regatach na Letnich Igrzyskach Olimpijskich w 1920 roku w Antwerpii.
Na Letnich Igrzyskach Olimpijskich 1920 zdobył srebro w żeglarskiej klasie klasie 7 metrów. Załogę jachtu Fornebo tworzyli również Johan Faye, Christian Dick i Sten Abel.